# Hydrocortisone
Hydrocortisone, được bán dưới một số tên thương mại khác, là tên của hormone cortisol khi được cung cấp dưới dạng dược phẩm. Chúng có thể được sử dụng cho một số trường hợp như suy thượng thận, hội chứng adrenogenital, calci huyết cao, viêm giáp, viêm khớp dạng thấp, viêm da, hen suyễn và COPD. Bệnh nhân có thể chọn phương pháp điều trị này cho bệnh suy thượng thận. Thuốc này có thể được đưa vào cơ thể qua đường miệng, dùng tại chỗ, hoặc bằng cách tiêm. Việc ngừng điều trị sau khi sử dụng thời gian dài nên được thực hiện chậm.
Các tác dụng phụ có thể bao gồm thay đổi tâm trạng, tăng nguy cơ nhiễm trùng và sưng. Các tác dụng phụ thường gặp khi sử dụng thuốc trong thời gian dài bao gồm loãng xương, đau bụng, suy nhược thể chất, dễ bầm tím và nhiễm nấm men. Việc sử dụng khi mang thai vẫn chưa rõ là có an toàn hay không. Thuốc này hoạt động như một chất chống viêm và ức chế miễn dịch
Hydrocortisone được phát hiện vào năm 1955. Nó nằm trong danh sách các thuốc thiết yếu của Tổ chức Y tế Thế giới, tức là nhóm các loại thuốc hiệu quả và an toàn nhất cần thiết trong một hệ thống y tế. Chúng có sẵn dưới dạng thuốc gốc. Chi phí bán buôn ở các nước đang phát triển là khoảng 0,27 USD mỗi ngày tính đến năm 2014 đối với các hình thức uống. Tại Hoa Kỳ, chi phí ít hơn 25 USD cho một tháng điều trị điển hình.